# Gorgophoné
Dans la mythologie grecque, Gorgophoné (en grec ancien Γοργοφόνη / Gorgophónê) est une fille de Persée et Andromède, reine de Messénie et de Sparte. 

## Mythe
Son nom signifie « Tueur de Gorgone », en hommage à son père qui a tué Méduse. Elle est la sœur de Persès, Alcée, Héléos, Mestor, Sthénélos, Électryon, Cynurus et Autochthe.
Gorgophoné est une figure centrale dans l'histoire de Sparte, après avoir été mariée à deux rois, Périérès de Messénie puis Œbale de Laconie. Gorgophoné serait la première veuve grecque à avoir eu le droit de se remarier,.
Elle est l'ancêtre mythique du peuple lélège, venu d'Asie Mineure s'installer en Laconie.
Avec son premier mari, Périérès, Gorgophoné a donné naissance à deux fils, Leucippe et Apharée ; deux autres fils, Tyndare et Icarios, sont considérés par les auteurs antiques tantôt comme les enfants de Périérès, tantôt comme ceux de son second mari, Œbale ; enfin Hippocoon fils d'Œbale est présenté soit comme le fils de Gorgophoné, soit comme celui de la nymphe Batia.
Un des fils de Gorgophoné, Tyndare est le beau-père de Hélène et Pollux et le père de Clytemnestre et Castor ; Icarios sera le père de Pénélope qui épousera Ulysse. Ainsi, les descendants de Persée ont joué un rôle central dans l'épopée homérique et la préhistoire de la Grèce.

### Sources antiques
- Pseudo-Apollodore, Bibliothèque [détail des éditions] [lire en ligne] (II, 4, 5).
- Pausanias, Description de la Grèce [détail des éditions] [lire en ligne] (II, 21, 7).

### Études modernes
- (de) Heinrich Wilhelm Stoll, « Gorgophone 2) », dans Ausführliches Lexikon der griechischen und römischen Mythologie, Leipzig, 1890, vol. 1, col. 1727 Lire en ligne.
- Pierre Grimal, « Gorgophoné », dans Dictionnaire de la mythologie grecque et romaine, Paris, Presses universitaires de France, 12e éd., 1994, p. 168.
- Françoise Bader, « Noms propres à codage animal dans des traditions indo-européennes : la famille Pénélope », dans Anthropozoologica, n° 27, 1998, p. 79-86 Lire en ligne.